# 前田聖來
前田聖來（1996年2月24日—），是一位日本的女演員、藝人。出身於日本東京都，所屬事務所是Hirata Office。

## 人物
- 在小學五年級的時候被發掘而進入藝能事務所，以青少年藝人的身分活動。。2008年、NHK製作的電視節目「當我還是個孩子（日语：わたしが子どもだったころ）」負責詮釋角色之後，開始以演出作為志向，想成為一名女演員。
- 有跳過佛朗明哥的經驗，並可以把魚吃得乾淨，還學過一種捻轉指揮棒（英语：Baton twirling）的運動。
- 興趣是閱讀、機械分解。
- 目標的演員是藥師丸博子。

## 出演
主演以粗體字表示

### 電影
- ゲルニカ（2010年、導演：片岡翔） - 主演 ミナミ
- わさお（2011年、東映） - サヨ

### 電視劇
- 當我還是個孩子（日语：わたしが子どもだったころ） （2008年、NHK BShi） - 再現電視劇
- 假面騎士Fourze 第39、40話 （2012年、朝日電視台）- 飾演 沖莊子

### 網路劇
- 放學後再推理（2011年5月12・13日劇場上映、原作：東川篤哉） - 飾演 高林奈緒子

### 電視節目
- R的法則（2011年2月23日 - 、NHK教育） - 定期成員

### 雜誌
- 倍樂生公司 「ボンメルシィ！」（2006年）

## 外部連結
- 前田聖来 Hirata Office
- 前田聖來的X（前Twitter）
- 前田聖來的Instagram帳戶